# Jehan Bazin
Œuvres principales
Landerneau, ancienne capitale de la principauté de Léon.
Jéhan Bazin a été, au XXe siècle, le second historien de la ville de Landerneau, à la suite de l'abbé Antoine Favé. C'est à ce titre que la municipalité lui a dédié une rue.

## Biographie
Diplômé de l'École du commissariat de la marine en 1925, il travaille comme commissaire de la marine et accède au poste de commissaire général de la Marine avant ses quarante cinq ans. Il publie son premier ouvrage d'histoire à l'âge de trente sept ans et est reçu dans l'Association bretonne, société savante régionaliste.

## Publications

### Ouvrages
- Landerneau, ancienne capitale de la principauté de Léon. Notes d'histoire et d'archéologie., Presses libérales du Finistère, Landerneau, 1962, 154 p.
- Le Château de la Roche-Maurice, Presse libérale du Finistère, Landerneau, 1964, 32 p.
- Fondation de la ville de Landerneau au Moyen-Age, Quimper, 1964, brochure.
- Le Château de Joyeuse-garde (en La Forest-Landerneau), Quimper, 1968.
- La Martyre au pays de Léon, 1972.

### Principaux articles
- « Fondation de la Ville de Landerneau au Moyen Âge », in Bulletin de la Société archéologique du Finistère, t. LXXXIX, 1963.
- « La Révolte du papier timbré à Landerneau », in Bulletin de la Société archéologique du Finistère, t. XCIII, p. 42-54, 1967.
- « La Paroisse Saint-Thomas de Cantorbéry à Landerneau », in Bulletin de la Société archéologique du Finistère, t. XCV, 1969.
- « Landerneau », in Conférences et mémoires, t. LXXIX "Bulletin du 98e congrès. Congrès de Landerneau - 3, 4 & 5 juillet 1970", p. 47, Association bretonne, Plover, 1971.
- « Fondation de l’hôpital de Landerneau (1336) », in Bulletin de la Société archéologique du Finistère, t. CVII, 1979.
- « Landerneau, fief urbain des vicomtes de Léon et des vicomtes puis ducs de Rohan, princes de Léon », in Bulletin de la Société archéologique du Finistère, 1973.

## Sources
1. 1 2  An., Notice « Jehan Bazin », in Société des membres de la Légion d'Honneur Finistère nord, [s. d.].
2. ↑  Codes IGN des rues de Landerneau, Insee.